# هيئة موانئ قبرص
هيئة موانئ قبرص (CPA) (باليونانية: Αρχή Λιμένων Κύπρου)‏ هي وكالة حكومية شبه مستقلة مسؤولة عن الإشراف والرقابة على الموانئ ومرافق الموانئ في قبرص. تأسست بموجب قانون سلطة الموانئ القبرصية لعام 1973، ومقرها في نيقوسيا.

## الموانئ
الموانئ ومحطات النفط الخاضعة للسيطرة الفعالة لاتفاقية السلام الشامل هي:
- محطة ديكيليا للنفط، ديكيليا
- محطة لارنكا للنفط، لارنكا
- ميناء لارنكا، لارنكا (متعددة الأغراض)
- ميناء لاتسي، لاتسي (وقت الفراغ)
- ميناء ليماسول الجديد، ليماسول (متعدد الأغراض)
- ميناء ليماسول، ليماسول (صيد السمك ، وقت الفراغ)
- ميناء بافوس، بافوس (مسافر، صيد، ترفيه)
- محطة فاسيليكو للنفط، فاسيليكو
- ميناء فاسيليكو، فاسيليكو (صناعية)

ميناء ليماسول الجديد هو ميناء الركاب والبضائع الرئيسي في البلاد. موانئ فاماغوستا وكيرينيا ومحطة كارافوستاسي تقع في شمال قبرص.

## روابط خارجية
- سلطة الموانئ القبرصية